# Керван Бельфор
Керван Бельфор (фр. Kervens Belfort, нар. 16 травня 1992, Петі-Гоав) — гаїтянський футболіст, фланговий півзахисник, нападник клубу «Келантан».
Виступав, зокрема, за клуби «Темпете», «Ле-Ман» та «Фрежюс Сен-Рафаель», а також національну збірну Гаїті.

## Клубна кар'єра
У дорослому футболі дебютував 2007 року виступами за команду клубу «Темпете», в якій провів чотири сезониу.
До складу клубу «Ле-Ман» приєднався 2011 року. Відіграв за команду з Ле-Мана наступні два сезони своєї ігрової кар'єри. Більшість часу, проведеного у складі «Ле-Мана», був основним гравцем команди.
Частину сезону 2014 року провів у складі команд клубів «Сьйон» та «Гренобль» (на правах оренди).
2014 року уклав контракт з клубом «Фрежюс Сен-Рафаель», у складі якого провів наступний рік своєї кар'єри гравця.
Протягом 2015—2016 років захищав кольори клубів «Етнікос» (Ахнас) та «1461 Трабзон».
До складу клубу «Керала Бластерс» приєднався 2016 року.

## Виступи за збірну
2010 року дебютував в офіційних матчах у складі національної збірної Гаїті. Наразі провів у формі головної команди країни 28 матчів, забивши 13 голів.
У складі збірної був учасником розіграшу Золотого кубка КОНКАКАФ 2013 року у США, розіграшу Золотого кубка КОНКАКАФ 2015 року у США і Канаді, розіграшу Кубка Америки 2016 року у США.

## Титули і досягнення
- Володар Кубка Бангладеш (1):

«Абахані»: 2018